# Pardesia
Pardesia of Pardesiya (Hebreeuws: פרדסייה) is een Israëlische plaats in de centrale kustvlakte, circa 30 km ten noorden van Tel Aviv. De plaats had in 2008 6318 inwoners.
Pardesia werd in 1937 gesticht door Jemenitische Joden.